# Мяэ, Хяльмар
Хя́льмар-Йоха́ннес Мя́э (эст. Hjalmar Mäe; 24 октября 1901, Тухала, Эстляндская губерния, Российская империя (ныне уезд Харьюмаа, Эстония ) — 10 апреля 1978, Грац, Австрия) — эстонский политик. Во время немецкой оккупации Эстонии в ходе Второй мировой войны сотрудничал с немецкими оккупантами, был главой Эстонского самоуправления.

## Биография
Хяльмар Мяэ учился в гимназии в Ревеле, затем изучал философию, естественные науки и право в Берлине, Вене, Инсбруке и Граце, где получил диплом в 1927—1930 годах на двух факультетах (физики и права).
Мяэ был членом Лиги ветеранов Освободительной войны (т. н. вапсы), запрещённой после переворота, совершённого Константином Пятсом в 1934 году. В 1935 лидер вапсов Артур Сирк, находясь в эмиграции, включил Мяэ в состав своего «будущего правительства», которое планировалось сформировать после контрпереворота. Эти планы не удалось реализовать.
В июле 1940 года, перед присоединением Эстонии к СССР, Мяэ бежал в Германию. В мае 1941 года он приехал в Хельсинки, где основал вместе с другими эмигрантами Эстонский освободительный комитет (эст. Eesti Vabastamise Komitee, EVK). В июне 1941 года вернулся в Берлин.

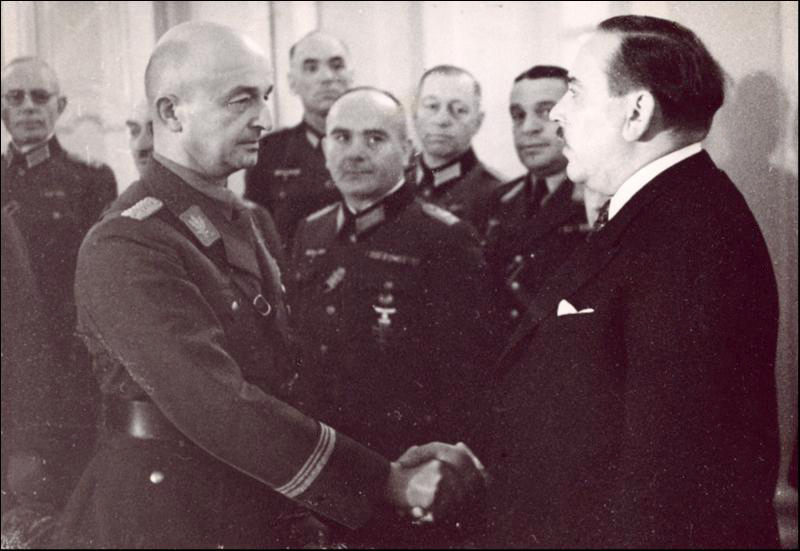
Комиссар Генерального округа Эстония Карл Литцман и руководитель Самоуправления Эстонии Хяльмар Мяэ, 5 декабря 1941 года

Уже в день нападения Германии на СССР направил письмо Риббентропу, в котором просил о восстановлении дипломатических отношений между Германией и Эстонией, а также об освобождении военнопленных красноармейцев эстонской национальности. Обербургомистр тыла группы армий «Север» Франц фон Роке назначил Мяэ главой эстонской администрации (т. н. Эстонское самоуправление) в июле 1941 года. 5 декабря 1941 года Эстония была передана под гражданское управление и включена в состав Рейхскомиссариата Остланд. Там Мяэ работал с 1941 по 1944 год на должности генерального директора по внутренним делам «Эстонского самоуправления». Одновременно в 1941—1943 занимал пост ландесдиректора юстиции. Кроме того, был неформальным лидером всего «Эстонского самоуправления» и играл, таким образом, такую же роль, как Оскарс Данкерс в Латвии и Пятрас Кубилюнас в Литве. В период его работы на этих постах в Эстонии было создано 25 концлагерей, немецкими спецподразделениями и отрядами эстонской военизированной организации «Самооборона» были уничтожены 64 000 советских военнопленных и 61 000 гражданских лиц, в том числе завершено уничтожение оставшихся в стране евреев (на момент начала немецкой оккупации в стране находилось около 1000 евреев из 4500 человек еврейской общины Эстонии).
В 1944 году органы самоуправления были распущены, а Мяэ вскоре бежал в Германию.
После войны Мяэ был интернирован до 1947 года и выступал свидетелем на Нюрнбергском процессе. После этого он поселился в Австрии, где работал журналистом и позже, до пенсии, государственным служащим в Штирии. Активно участвовал в работе эстонских националистических организаций в эмиграции. В 1990-х годах Мяэ был объявлен эстонским правительством одним из главных виновников в военных преступлениях и преступлениях против человечности, совершённых эстонской полицией и частями СС.

## Изданные труды
- Kokkuseadnud H. J. Mäe. Ilmade ettekuulutamine: teaduslised ja praktilised ilma ettekuulutamise tundemärgid, Таллин 1921
- Über die Temperatursprünge in der Ostsee: (mit 4 Textfiguren): vorgelegt in der Sitzung am 12. Jänner 1928, Вена-Лейпциг 1928.
- Dritter Weltkrieg droht?: eine politische Analyse unserer Zeit, Грац.
- Drei Reden gegen den Kommunismus, Нойвид 1956.
- Kuidas kõik teostus: minu mälestusi, Стокгольм 1993; Таллин 2005.